# 사투르니아

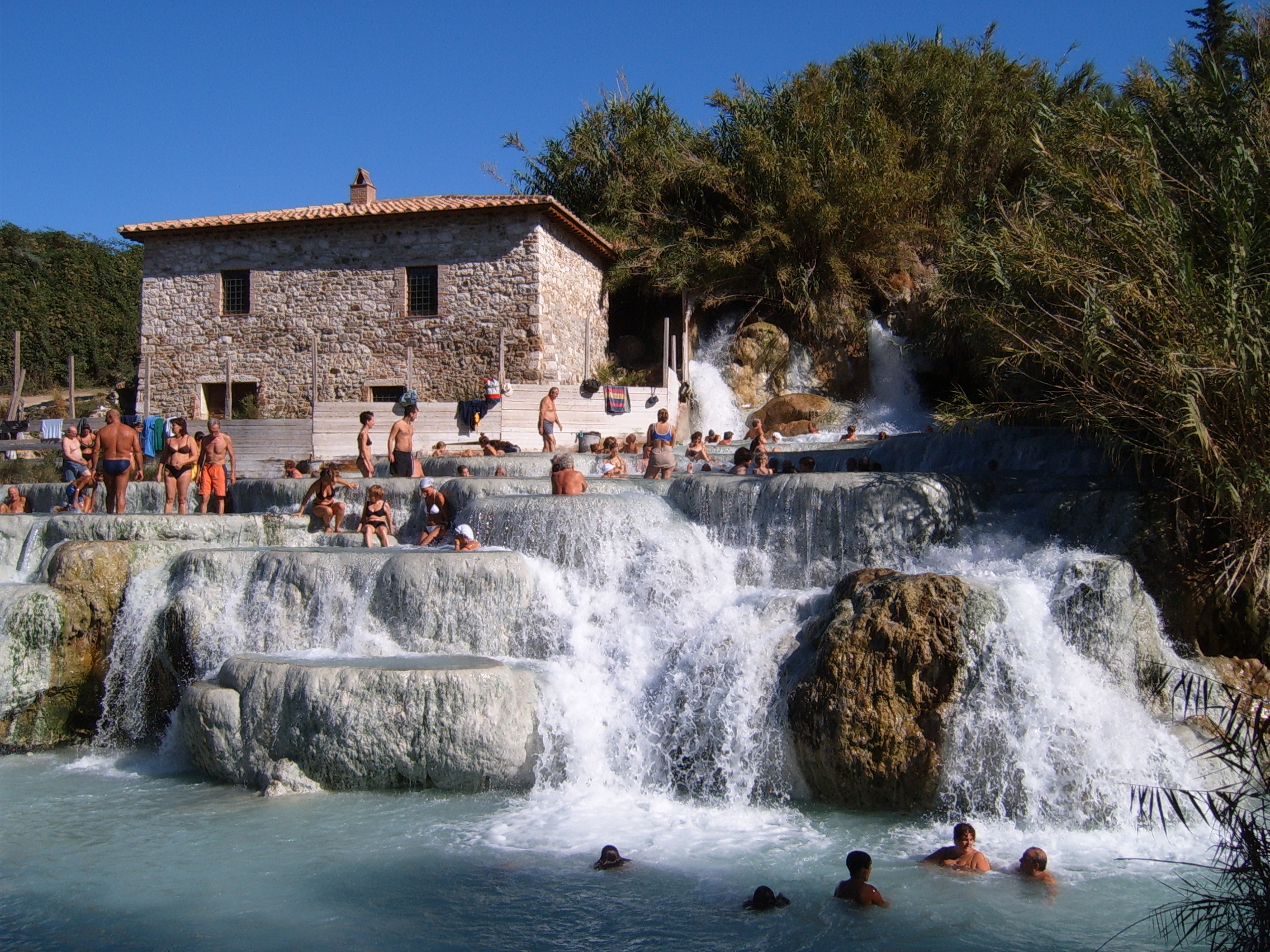
사투르니아

사투르니아(이탈리아어: Saturnia)는 이탈리아 토스카나주 그로세토도의 도시이다.

## 같이 보기
- 파묵칼레
- 황룽 풍경구
- 핑크 앤드 화이트 테라스